# Paróquia Nossa Senhora Auxiliadora (Porto Alegre)
A Paróquia Nossa Senhora Auxiliadora é uma igreja católica romana brasileira.
Está localizada na Rua 24 de Outubro, no bairro Auxiliadora, na cidade Porto Alegre. Foi fundada em 28 de junho de 1919 por D. João Becker. O estilo arquitetônico do atual prédio, inaugurado em 1961, é greco-romano, tendo sido inspirado na Igreja de la Madeleine, em Paris.
É o maior templo católico construído na segunda metade do século XX em Porto Alegre.
Esteve a frente da paróquia como pároco o padre Máximo Benvegnú, de 1958 a 22 de dezembro de 2010.